# میکی ایتو
میکی ایتو (ژاپنی: 伊藤 美紀؛ زادهٔ ۲۱ اکتبر ۱۹۶۲) صداپیشه اهل ژاپن است. وی از سال ۱۹۸۵ میلادی تاکنون مشغول فعالیت بوده‌است.